# Klára Fehér
Dans le nom hongrois Fehér Klára, le nom de famille précède le prénom, mais cet article utilise l’ordre habituel en français Klára Fehér, où le prénom précède le nom.
Klára Fehér (née le 21 mai 1922 à Újpest – morte le 11 septembre 1996 à Budapest) est une écrivaine et journaliste hongroise. 

## Biographie
Elle était l'épouse de l'écrivain László Nemes (hu).